# Mylyn

Mylyn aktiviert, Beispiel 1

Mylyn (früher Mylar) ist ein Eclipse-Plugin, das eine „aufgabenfokussierte Benutzeroberfläche“ (task-focused UI) anbietet. Damit ist gemeint, dass einzelnen Entwicklungsdokumenten (Dateien, Klassen usw.) Aufgaben zugeordnet und daraus automatisch aufgabenspezifische Sichten erzeugt werden, die nur diese Dokumente enthalten. Das soll Softwareentwicklern insbesondere die Arbeit mit sehr großen Projekten erleichtern, weil sie nur noch den gerade interessierenden Teil davon sehen und Nicht-Benötigtes ausgeblendet wird.

## Geschichte
Mylar wurde ursprünglich 2003 von Mik Kersten als Teil seiner Doktorarbeit entwickelt. Dazu wurde 2004 die erste Version 0.1 auf sechs Entwicklerarbeitsplätzen bei IBM installiert und der dadurch erreichte Produktivitätsgewinn ermittelt. Mylar wurde 2005 auf der Konferenz EclipseCon 2005 der Öffentlichkeit vorgestellt und anschließend auf der Website eclipse.org publiziert. Das Projekt wurde im Januar 2007 in Mylyn umbenannt, wobei als Grund ein möglicher Konflikt mit existierenden Markennamen angegeben wurde.
Ende 2009 wurde erstmals auch eine Beta-Version des Plugins für die Windows-Entwicklungsumgebung Microsoft Visual Studio veröffentlicht. Eine Integration in den Team Foundation Server soll folgen.

## Funktionsweise anhand eines Beispieles
Dieses Beispiel bezieht sich nur auf die Navigator-Sicht; das Konzept wendet Mylyn auch auf andere Sichten und Funktionalitäten von Eclipse an.
Der Entwickler erstellt zuerst eine Aufgabe (englisch Task). Einer solchen fügt er einen aussagekräftigen Titel und eventuell eine Beschreibung hinzu, ferner, bis wann er diese Aufgabe erfüllt haben will, und eventuell Bildschirmfotos oder andere Bilder, um diese Aufgabe für sich oder andere Entwickler besser zu dokumentieren. Dann aktiviert er die Aufgabe und öffnet die Dokumente, an denen er in diesem Zusammenhang arbeiten will. Nur diese werden in der Navigator-Sicht angezeigt; alle nicht geöffneten Dokumente werden hingegen ausgeblendet. Dokumente, die geschlossen werden, verschwinden ebenfalls aus der Sicht (einstellbar). Springt der Entwickler zwischen Aufgaben hin und her, werden jeweils die zur aktuellen Aufgabe gehörenden Dokumente geöffnet (Vergleiche Beispiele am rechten Rand).